# 루트비히 슈툼페거
루트비히 슈툼페거(독일어: Ludwig Stumpfegger, 1910년 7월 11일 ~ 1945년 5월 2일)는 제2차 세계 대전 당시 나치 독일 친위대에서 복무한 독일인 의사였다. 1944년부터 1945년까지 아돌프 히틀러의 주치의였으며, 1945년 4월 말 베를린의 퓌러엄폐호에 있었다.

## 어린 시절
슈툼페거는 바이에른 뮌헨에서 태어나 1930년부터 의학을 공부했다. 1933년 6월 2일 나치당에 입당했고, 1935년 5월 1일 나치당에 입당했다. 그는 처음에 스포츠 사고를 전문으로 하는 호엔리헨 요양소에서 카를 게브하르트 교수 아래 보조 의사로 일했다. 이 경험의 결과로 그는 게프하르트와 함께 1936년 베를린 하계 올림픽과 같은 해 가르미슈파르텐키르헨 동계 올림픽에서 의료팀의 일원이었다. 1937년 8월 슈툼페거는 박사학위를 취득했다.

## 제2차 세계 대전
제2차 세계 대전이 시작된 후, 호엔리헨은 SS에 의해 사용되었다. 게브하르트의 감독하에, 프리츠 피셔 박사와 박사. 헤르타 오버호이저는 라벤스브뤼크 강제 수용소의 여성들을 대상으로 한 의학 실험에 참여했다. 1939년 11월 베를린 SS 병원 외과로 옮겼다. 1940년 3월 그는 게브하르트의 부관으로서 호엔리헨으로 다시 옮겨졌다. 1943년 4월, 그는 친위대 최고지도자로 승진했다. 힘러의 추천으로 1944년 10월 볼프스찬제 총통 본부로 전임되었다.

## 베를린에서의 죽음
1945년 슈툼페거는 베를린의 총통 벙커에서 히틀러를 위해 직접 일하기 시작했다. 1945년 4월 29일, 슈툼페거는 포로가 되기보다는 자살을 원하는 모든 군사 부관, 비서, 직원들에게 황동 케이스의 프루산 캡슐을 배포했다. 일부 자료에 따르면, 붉은 군대가 벙커 단지를 향해 진격할 때, 스텀프게르는 마그다 괴벨스와 그녀의 남편 요제프 괴벨스가 5월 1일 자살하기 전에, 그들이 잠든 사이에 그녀의 아이들을 죽이는 것을 도왔다고 한다.
1945년 4월 30일, 히틀러는 자살 직전에 벙커 요원들이 접근하는 적군을 탈출하는 것을 허용하는 명령에 서명했다. 5월 1일, 슈툼페거는 마르틴 보어만, 베르너 나우만, 히틀러 청소년 지도자 아르투어 악스만과 함께 벙커를 떠났다. 바이덴담머 다리에서 독일군이 처음으로 다리를 건너려고 시도했지만, 보르만과 스텀프게르가 격추되었다. 01:00경에 이루어진 세 번째 시도에서 그룹은 슈프레 강을 건널 수 있었다. 보어만, 슈툼페거, 악스만은 레흐터 역까지 철로를 따라 걸었고, 악스만은 다른 두 사람의 반대 방향으로 혼자 가기로 결정했다. 그는 나중에 보어만과 슈툼페로 확인된 두 구의 시체를 철도 환승장 근처의 다리에서 보았고, 달빛이 그들의 얼굴을 선명하게 비추었다. 그는 무엇이 그들을 죽였는지 결정할 시간이 없었다.

## 유해 발굴
1963년 알베르트 크룸나우라는 이름의 은퇴한 우체국 직원은 경찰에게 1945년 5월 8일경 소련이 레흐터 역 근처의 철교 근처에서 발견된 두 구의 시체를 묻으라고 명령했다고 말했다. 한 명은 독일 국방군 제복을 입고 있었고 다른 한 명은 속옷만 입고 있었다. 크룸나우의 동료 바겐포울은 두 번째 시체에서 그가 루트비히 슈툼페거 박사라는 신원을 확인하는 SS 의사의 급여 장부를 발견했다. 그는 그의 상사에게 급여 장부를 주었고, 상사는 그것을 소련에게 넘겼다. 그들은 차례로 그것을 파괴했다. 1945년 8월 14일, 그는 슈툼페거의 아내에게 편지를 써서 그녀의 남편의 시신이 "... 베를린 NW 40, 비블렌슈트라세 63번지 알펜도르프의 땅에 다른 군인들의 시신과 함께 매장되었다."고 말했다.
1965년 악스만과 크룸나우에 의해 지정된 장소에서 발굴이 이루어졌으나, 1972년 건설로 이전 발굴 현장에서 약 12m 떨어진 곳에서 인간의 유해가 발견되었다. 두 해골의 턱뼈에서 발견된 유리 조각들은 그들이 포획을 피하기 위해 청산가리를 물었다는 것을 암시한다. 뼈 하나의 크기와 두개골의 모양은 보어만과 일치했고, 1945년에 박사에 의해 기억에서 재구성된 치과 기록도 그러했다. 두 번째 골격은 슈툼페거와 비슷한 높이였다. 두 사람의 얼굴 사진에 두개골의 이미지가 겹쳐진 합성사진은 완전히 일치했다. 1973년 초에 양쪽 두개골에 안면 재건술을 시행하여 1972년에 발견된 골격 잔해가 슈툼페거와 보어만이라는 것을 확인했다. 보어만의 신원은 1999년 DNA 검사를 통해 더욱 확인되었다.

### 참고 문헌
- Beevor, Antony (2002). 《Berlin: The Downfall 1945》. London: Viking-Penguin Books. ISBN 978-0-670-03041-5.
- Helm, Sarah (2015). 《If This Is A Woman: Inside Ravensbruck: Hitler's Concentration Camp for Women》. London: Little, Brown. ISBN 978-0-748-11243-2.
- Joachimsthaler, Anton (1999) [1995]. 《The Last Days of Hitler: The Legends, the Evidence, the Truth》. Trans. Helmut Bögler. London: Brockhampton Press. ISBN 978-1-86019-902-8.
- Kershaw, Ian (2008). 《Hitler: A Biography》. New York: W. W. Norton & Company. ISBN 978-0-393-06757-6.
- Lang, Jochen von (1979). 《The Secretary. Martin Bormann: The Man Who Manipulated Hitler》. New York: Random House. ISBN 978-0-394-50321-9.
- Le Tissier, Tony (2010) [1999]. 《Race for the Reichstag: The 1945 Battle for Berlin》. Pen and Sword. ISBN 978-1-84884-230-4.
- Miller, Michael (2006). 《Leaders of the SS and German Police, Vol. 1》. San Jose, CA: R. James Bender. ISBN 978-93-297-0037-2.
- O'Donnell, James P. (2001) [1978]. 《The Bunker》. New York: Da Capo Press. ISBN 978-0-306-80958-3.
- Sweeting, C. G (2000). 《Hitler's Personal Pilot - The Life and Times of Hans Baur》. ISBN 1-57488-288-0.
- Trevor-Roper, Hugh (1992) [1947]. 《The Last Days of Hitler》. University Of Chicago Press. ISBN 0-226-81224-3.
- Whiting, Charles (1996) [1973]. 《The Hunt for Martin Bormann: The Truth》. London: Pen & Sword. ISBN 0-85052-527-6.